# Переводчиково (Шишацкий район)
Переводчи́ково (укр. Переводчикове) — село,
Пришибский сельский совет,
Шишацкий район,
Полтавская область,
Украина.
Код КОАТУУ — 5325783806. Население по переписи 2001 года составляло 89 человек.

## Географическое положение
Село Переводчиково находится в 1-м км от левого берега реки Говтва,
выше по течению на расстоянии в 1,5 км расположено село Пришиб,
ниже по течению на расстоянии в 1,5 км расположено село Горишнее,
на противоположном берегу — село Легейды.
По селу протекает пересыхающий ручей с запрудой.